# Microcylloepus formicoideus
Microcylloepus formicoideus är en skalbaggsart som beskrevs av Shepard. Microcylloepus formicoideus ingår i släktet Microcylloepus och familjen bäckbaggar. Inga underarter finns listade i Catalogue of Life.